# Dryope decrepita
Dryope decrepita är en tvåvingeart som först beskrevs av Zetterstedt 1838.  Dryope decrepita ingår i släktet Dryope och familjen buskflugor. Inga underarter finns listade i Catalogue of Life.